# Regne Llombardovènet
El Regne Llombardovènet (en italià: Regno Lombardo-Veneto; en alemany: Lombardo-Venezianisches Königreich) fou el nom que reberen les possessions adjudicades amb les disposicions del Congrés de Viena a l'Imperi austríac després de la derrota de Napoleó Bonaparte i que existí entre 1815 i 1866.

## Orígens
Amb la derrota de Napoleó Bonaparte l'any 1814 s'hagué de redissenyar un nou mapa fronterer Europeu així com una nova ideologia política, trencant així amb l'Antic Règim. En el Congrés de Viena, realitzat entre l'1 d'octubre de 1814 i el 9 de juny de 1815, les principals potències europees decidiren cedir els territoris de la Llombardia, entre ells el Milanesat, i diverses zones de la República de Venècia a l'Imperi austríac.
Els territoris de la Llombardia ja eren administrats pels austríacs des de 1713 i els territoris de la República de Venècia ho eren des de 1797, sent posteriorments ocupats per Napoleó Bonaparte i integrats al Regne napoleònic d'Itàlia.
El regne va ser administrat per Francesc I d'Àustria entre 1815 i 1835, i entre aquest any i 1848 per Ferran I.

## Revolució de 1848
Després d'una revolució popular, succeïda el 22 de març de 1848 i anomenada "Els cinc dies de Milà", els austríacs van transferir el domini del regne a la ciutat de Milà, que va esdevenir seu d'un govern provisional coneguda com: Governo Provvisorio della Lombardia (en català: Govern Temporal de la Llombardia). L'endemà les zones de Venècia també s'alçaren contra el domini austríac, formant el Governo Provvisorio di Venezia (en català: Govern Temporal de Venècia), iniciant-se la primera guerra d'independència italiana. Amb la derrota dels exèrcits sardopiemontesos a la batalla de Custoza, ocorreguda el 24 i 25 de juliol de 1848, les tropes austríaques van entrar a Milà, el 6 d'agost, i Venècia, el 24 d'agost, restaurant el domini imperial sobre ambdós territoris.

## Fi del Regne
La segona guerra de la independència italiana de 1859 va enfrontar al Segon Imperi Francès i el Regne de Sardenya-Piemont amb l'Imperi Austríac, i es va tancar amb el Tractat de Zuric el novembre, pel qual els Habsburg van cedir la Llombardia a França, la qual la va cedir a la casa de Savoia. Àustria conservà el Vèneto, el Trentino, el Tirol del Sud, el Friül - Venècia Júlia i les fortaleses de Mantova i Peschiera. Tots els estats italians, fins i tot el Vèneto, que era austríac, hagueren d'unir-se a una confederació italiana, presidida pel Papa.
Francesc Josep I d'Àustria va governar sobre el regne fins a la integració de Venècia al Regne d'Itàlia, fet ocorregut el 1866 després de la Tercera guerra de la independència italiana mitjançant la signatura del Tractat de Viena, deixant així d'existir el regne com a tal.